# ダイソン方程式
場の量子論、多体問題においてダイソン方程式は次の方程式のことを指す。
{\displaystyle G(p)=G^{(0)}(p)+G^{(0)}(p)\Sigma (p)G(p)}
ここで{\displaystyle G(p)}は1粒子グリーン関数(プロパゲータ)、{\displaystyle G^{(0)}(p)}は自由粒子のグリーン関数、{\displaystyle \Sigma (p)}は自己エネルギー、{\displaystyle p}は粒子のエネルギーと運動量を表す4元ベクトルである。
自己エネルギーは、{\displaystyle G}とバーテックス部分{\displaystyle \Gamma }を用いて表される。
例えば電子フォノン相互作用の場合は、電子のグリーン関数およびフォノンのグリーン関数に対してそれぞれ上記のダイソン方程式が成立する。